# Julija Levčenková
Julija Andrijivna Levčenková (Юлія Андріївна Левченко, * 28. listopadu 1997 Bachmut) je ukrajinská reprezentantka ve skoku do výšky. V roce 2017 získala ocenění Atlet Evropy v kategorii vycházejících hvězd. Její osobní rekord je 197 cm v hale a 201 cm venku.
Získala zlatou medaili na Letních olympijských hrách mládeže 2014, byla třetí na mistrovství světa juniorů v atletice 2016 a na Letních olympijských hrách 2016 obsadila 19. místo. Je držitelkou bronzové medaile z halového mistrovství Evropy v atletice 2017, stříbrnou medailistkou z mistrovství světa v atletice 2017 a vítězkou mistrovství Evropy v atletice do 23 let 2017. Na halovém mistrovství světa v atletice 2018 skončila pátá a na mistrovství Evropy v atletice 2018 devátá. Je také výškařskou mistryní Ukrajiny v hale i pod otevřeným nebem.